# Orientopius curiosigaster
Orientopius curiosigaster är en stekelart som beskrevs av Fischer 1966. Orientopius curiosigaster ingår i släktet Orientopius och familjen bracksteklar. Inga underarter finns listade i Catalogue of Life.